# Curdin Orlik

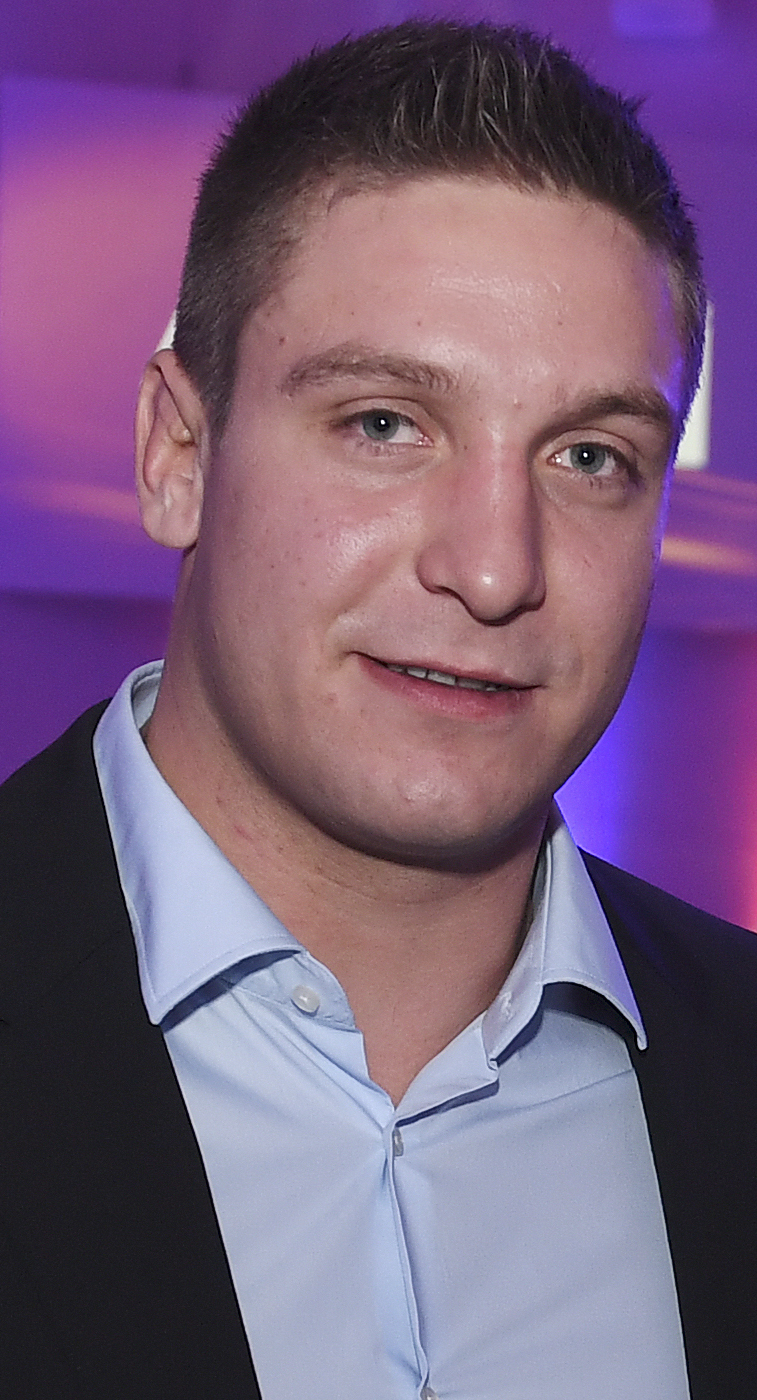
Curdin Orlik (2017)

Curdin Orlik (* 5. Februar 1993) ist ein Schweizer Schwinger.

## Karriere als Schwinger
Bis 2019 errang Orlik 35 Kränze und 5 Kranzfestsiege. Im Mai 2019 wählte ihn die Schwingerzeitung Schlussgang zum «Schwinger der Woche». In der offiziellen Jahrespunkteliste des Eidgenössischen Schwingerverbands belegte Orlik 2019 den 24. Rang. Curdin Orlik ist 187 cm gross und 115 kg schwer.
Nachdem 2019 über rechtsextreme Verbindungen des Geschäftsführers seines Sponsors, des Matratzenherstellers Roviva, berichtet worden war, gab Orlik bekannt, die Werbepartnerschaft mit Roviva nicht mehr zu verlängern.

## Biographie
Curdin Orlik ist ein Bruder des Schwingers Armon Orlik und wuchs in Landquart auf. Nach einem Abstecher nach Rubigen lebt er heute in Thun. Von Beruf ist er Agronom. Er ist Vater eines Sohnes (geb. 2016). Im März 2020 bekannte er sich als erster aktiver Schweizer Spitzensportler öffentlich zu seiner Homosexualität.